# Josefa Vila
Josefa Vila Betancourt, född 6 februari 1997, är en chilensk roddare. 
Vila tävlade för Chile vid olympiska sommarspelen 2016 i Rio de Janeiro, där hon tillsammans med Melita Abraham slutade på 17:e plats i lättvikts-dubbelsculler.